# Фридрих Хайнрих Мориц фон дер Шуленбург-Хеслер
Фридрих Хайнрих Мориц фон дер Шуленбург-Хеслер (на немски: Friedrich Heinrich Moritz von der Schulenburg-Heßler, Reichsgraf; * 5 декември 1783, Баумерсрода, Саксония-Анхалт; † 13 юни 1840, Витценбург, Кверфурт) от род фон дер Шуленбург (от „Бялата линия“) е имперски граф на Шуленбург-Хеслер.

## Произход
Той е големият син на имперски граф Хайнрих Мориц фон дер Шуленбург-Хеслер (1739 – 1808) и съпругата му графиня Ердмута Хенриета фон Бюнау (1757 – 1825), дъщеря на имперски граф Рудолф II фон Бюнау (1711 – 1772) и Агнес Елизабет фон Холтцендорф (1726 – 1795).

## Фамилия
Фридрих Хайнрих Мориц фон дер Шуленбург-Хеслер се жени на 4 юли 1811 г. за Аделаида/Фридерика фон Варнсдорф (* 15 август 1790, Родевиц; † 14 май 1821, Витценбург). Те имат шест деца:
- Ернст Хайнрих фон дер Шуленбург-Хеслер (* 8 май 1812; † 10 ноември 1843, Дрезден), граф на Шуленбург, господар на Витценбург, Вайенширмбах и Крюсау, съветник
- Агнес Хенриета фон дер Шуленбург-Хеслер (* 28 март 1814, Витценбург; † 4 септември 1814)
- Хайнрих Мориц II фон дер Шуленбург-Хеслер (* 6 ноември 1816, Витценбург; † 5 март 1874, Палермо), граф на Шуленбург, господар на Витценбург, Вайенширмбах и Крюсау (от 1843), на 18 октомври 1861 г. получава титлата наследствен кемерер в Ландграфство Тюринген, женен на 3 октомври 1851 г. за Клара Елизабет Вилхелмина Хенриета фон Ягов (* 31 юли 1827, Далмин; † 24 февруари 1873, Витценбург)
- Хайнрих Вернер фон дер Шуленбург (* 30 април 1818, Витценбург; † 1846, Виена), граф на Шуленбург, кралски пруски лейтенант
- Хенриета Елизабет фон дер Шуленбург (* 24 септември 1819, Витценбург; † 27 септември 1819)
- Карл Хайнрих фон дер Шуленбург (* 14 май 1821, Витценбург; † 21 май 1822)